# 南京音像出版社
南京音像出版社成立于1991年，是中国江苏省南京市市属唯一一家国有集拍摄、制作、出版、发行为一体的综合性音像出版社。成立之初由南京广播电视局主管、主办。2002年底，南京广电集团成立时，南京音像出版社划归南京广电集团主管、主办。2012年10月底，根据南京市委、市政府（宁委〔2012〕309号文）的决定，并报经国家新闻出版总署批准，组建了南京出版传媒集团，南京音像出版社同时整建制划入南京出版传媒集团主管、主办。